# Gare de Sakata (Yamagata)
La gare de Sakata (酒田駅, Sakata-eki) est une gare ferroviaire de la ville de Sakata, dans la préfecture de Yamagata, au Japon. Elle est gérée la compagnie JR East.

## Situation ferroviaire
La gare est située au point kilométrique (PK) 166,9 de la ligne principale Uetsu.

## Histoire
La gare a été inaugurée le 24 décembre 1914.

## Service des voyageurs

### Accueil
La gare dispose d'un bâtiment voyageurs, avec guichets, ouvert tous les jours.

### Desserte
- Ligne Rikuu Ouest :

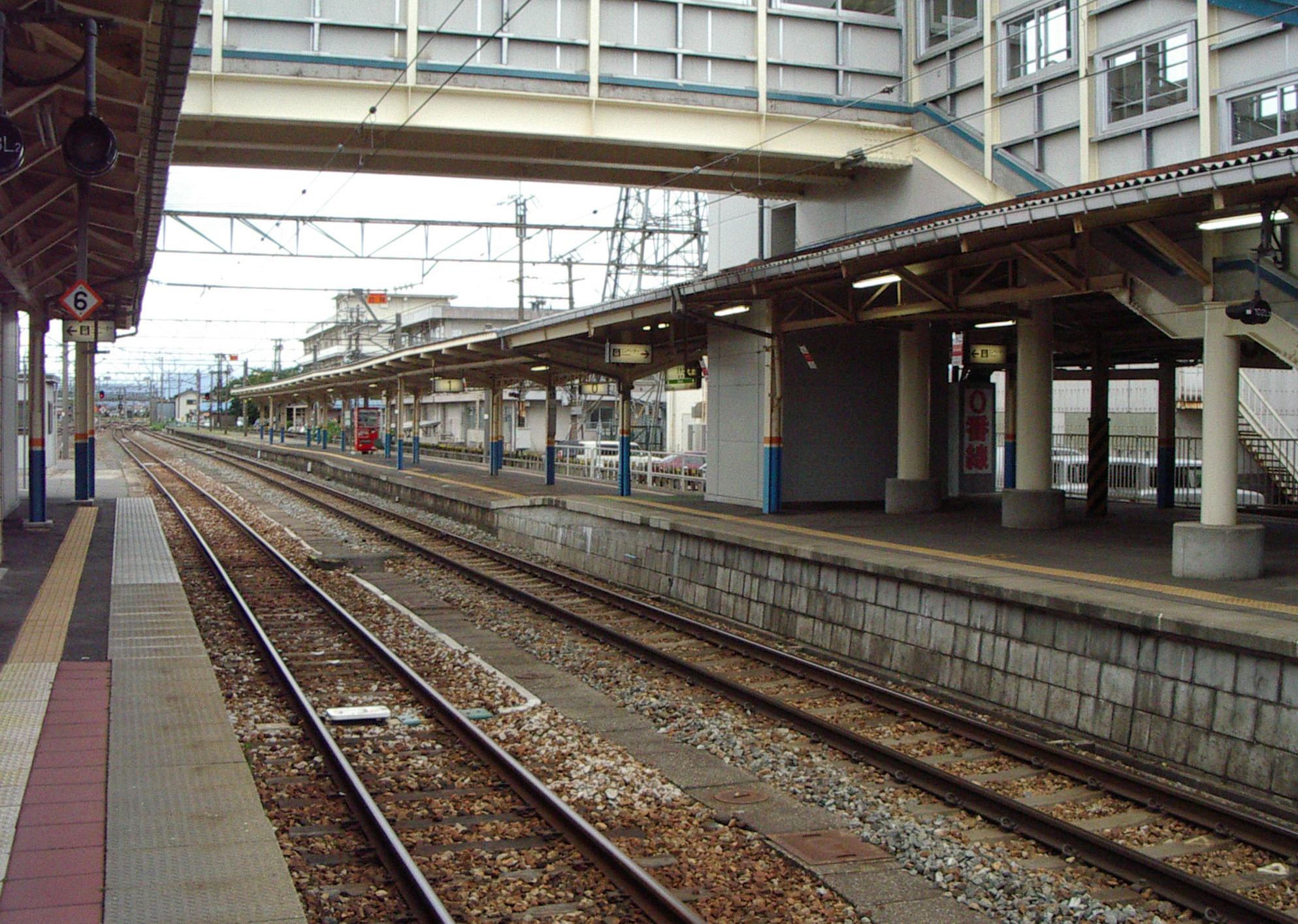
Vue des quais.

  - voie 0 : direction Amarume et Shinjō

- Ligne principale Uetsu :
  - voies 0, 2 et 3 : direction Murakami, Niitsu et Niigata
  - voies 1 et 2 : direction Akita